# Philygria nubeculosa
Philygria nubeculosa är en tvåvingeart som beskrevs av Gabriel Strobl 1909. Philygria nubeculosa ingår i släktet Philygria och familjen vattenflugor.
Artens utbredningsområde är Österrike. Inga underarter finns listade i Catalogue of Life.